# Ernst Stieberitz
Ernst Stieberitz (ur. 31 maja 1877 w Köthen, Saksonia-Anhalt, zm. 27 marca 1945 w Gdańsku) – kompozytor muzyki marszowej, Obermusikmeister, major armii niemieckiej oraz flecista. Od 1920 do 1945 r. dowódca Reprezentacyjnej Orkiestry Policyjnej Wolnego Miasta Gdańska (Musikkorps der Polizei der Freistadt Danzig).

## Życie
Stieberitz ukończył pierwszą klasę szkoły muzycznej w Camburgu nad Saale pod kierunkiem B. Gailinga. Uczył się gry na flecie poprzecznym. Następnie rozpoczął 1 października 1896 roku karierę jako flecista w orkiestrze 8. Reńskiego Pułku Piechoty Nr 70 w Saarbrücken, której dyrygentem był Johann Stephan Lothar Ströber. W 1899 roku zaczął grać w orkiestrze Pułku Piechoty Nr 128 w Gdańsku (niem. Danzig). Od października 1902 roku studiował na Królewskiej Akademii Muzycznej w Berlinie. Naukę zakończył 29 lipca 1905 roku ze stopniem Militärmusikmeister.
1 maja 1906 roku został kapelmistrzem Pułku Piechoty Nr 128 w Gdańsku (był najmłodszym dyrygentem orkiestry wojskowej). Podczas I wojny światowej wstąpił do armii, gdzie dosłużył się stopnia majora. Gdy po wojnie armia przestała stacjonować w Gdańsku, musiał poszukać nowego zajęcia. Dlatego też w 1920 roku objął posadę dyrygenta Musikkorps der Polizei der Freistadt Danzig. Jednym ze znaczących wydarzeń w jego karierze był koncert ze sławnym solistą z Teatro alla Scala z Mediolanu, który miał miejsce 20 czerwca 1936 roku w Sopocie (niem. Zoppot).
Zginął w 1945 roku trafiony radzieckim pociskiem w lesie w Orlikach. Zmarł i został pochowany nieopodal domu gauleitera Alberta Fostera na Wyspie Sobieszewskiej. Jako kompozytor pozostawił po sobie wiele utworów dla orkiestry symfonicznej oraz około 60 marszów.

## Utwory
- Am Tannenberg-Denkmal
- An der Rawka 1914-15
- Aufbruch der Nation
- Danziger Landesschützen-Marsch
- Danziger Präsentiermarsch (Das Land bleibt deutsch)
- Das Grüne Korps
- Deutschland fliegt!
- Die Burg im Osten
- Es Sind die Allen Schweinen noch!
- Fackeltanz
- Großdeutschlands Blaue Jungen
- Gruß aus Danzig
- Jugendfruhling
- Kamerad, weißt du noch?
- Nächtliche Karawane
- Reiterfreuden
- Schweizer Schützenmarsch
- Somme Kämpfer
- Sonntag ist’s
- Unser Mackensen
- Unter dem Gardestern
- Waffenträger der Nation